# Spotlight Verlag
Spotlight Verlag GmbH è una casa editrice tedesca.

## Storia
L'editore è specializzato in pubblicazioni di apprendimento multimediale finalizzate all'apprendimento delle lingue straniere; in particolare la pubblicazione di riviste, per le quali è oggi il leader di mercato in Europa. L'azienda è stata fondata nell'aprile del 1981 dal libraio Egon Müller, con la pubblicazione della rivista Spotlight per l'apprendimento dell'inglese; da allora ha continuato a produrre riviste, prodotti di stampa e servizi per l'apprendimento on-line delle lingue. Appartiene al gruppo editoriale tedesco "Zeitverlag" di Amburgo. Ha sede nel quartiere di Martinsried del comune di Planegg, nel circondario di Monaco di Baviera. Impiega ca. 80 dipendenti e produce un fatturato di ca. 16 milioni di euro (dati del 2015). Dopo essere stata diretta da Rudolf Spindler, il direttore responsabile è oggi Jan Henrik Gross.
Attualmente vengono pubblicate sei riviste mensili in cinque lingue; inoltre prodotti audio mensili, componenti aggiuntivi di facile impiego, libri di esercitazioni pratiche (contrassegnati dal marchio "PLUS"), formatori di vocabolario e servizi per insegnanti. L'editore possiede una società di vendite per corrispondenza, attraverso il servizio "SprachShop" specializzato in prodotti linguistici. In qualità di fornitore di servizi linguistici, la casa editrice produce video aziendali e audio in varie lingue per clienti esterni. Il fine dell'azienda consiste nella pubblicazione di spunti di riflessione nelle rispettive aree culturali, con relazioni e rapporti correnti e con l'arricchimento di un efficace addestramento linguistico e di esercizi linguistici. Negli ultimi anni ha costantemente ampliato la propria offerta on-line.

## Pubblicazioni

### Riviste
- Spotlight (inglese, in pubblicazione dal 1981)
- Écoute (francese, 1984)
- Ecos de España y Latinoamérica (spagnolo, 1991)
- Adesso (italiano, 1994)
- Business Spotlight (inglese per l'economia, 2001)
- Deutsch perfekt (tedesco per stranieri, 2005)

Una rivista dal titolo Spot On, in inglese e destinata ai giovani, è stata pubblicata dal 1999 al settembre del 2012.

### Altri prodotti
- Riviste audio (CD audio, download, podcast)
- Übungshefte PLUS (Quaderni per esercizi)
- Materiale didattico per insegnanti
- Skill up (vocabolario monotematico), bimestrale
- Spotlight express (formatore di vocabolario), bimestrale[2]
- SprachenShop (romanzi in lingue straniere, video, DVD, fumetti ecc.)[3]
- dalango (corso di apprendimento video con esercizi di abbinamento per la formazione in cinque lingue)[4]
- sprachtest.de (un test di collocamento gratuito in sei lingue)[5]

## Riconoscimenti
- 2003: Premio "Bayerischer Printmedienpreis" (Premio della stampa bavarese)[6]
- 2007: Per la rivista Business Spotlight: Premio "Fachzeitschrift des Jahres" (Rivista dell'anno) nella categoria "Wissenschaft und RWS"
- 2010: Per il videocorso dalango: Premio "Worlddidac Award"[7]